# Panagiotis (nave)
La Panagiotis (in greco Παναγιώτης?) fu una motonave da carico battente bandiera greca naufragata il 1º ottobre 1980 dopo essersi incagliata su una secca nella baia di San Giorgio delle Rocce (Agios Georgiou Sta Gremna) a Zante, isola del Mar Ionio in Grecia.
Il suo relitto è ancora presente sulla spiaggia di sabbia bianca, creatasi nella baia proprio in seguito al naufragio della nave.
La spiaggia in questione è conosciuta come Navagio, che in greco moderno significa appunto naufragio, ed è molto famosa per la bellezza del luogo, per la sabbia bianca e per il mare estremamente limpido. Per tali motivi negli anni la spiaggia è divenuta una famosa attrazione turistica, tanto da essere visitata da migliaia di persone ogni anno.

## Storia
La motonave Panagiotis fu costruita nel 1937 in Scozia, a Bowling sul fiume Clyde, dai cantieri Scott & Sons.
Ordinata dalla società di navigazione J. & A. Gardner and Co. Ltd. di Glasgow, fu varata il 14 gennaio 1937 e immatricolata come Saint Bedan.
Nel 1964 fu venduta alla società di navigazione greca M. Gigilinis & S. Kakassinas, di Salonicco. Fu contestualmente rinominata Meropi.
Nel 1966 la nave fu acquistata dall'armatore N. S. Kalfa e rinominata Charis.
Infine nel 1977 venne acquistata dalla società di navigazione P. Lisikatos & Company del Pireo ed assunse il nome Panagiotis.
Il 1º ottobre 1980 la nave naufragò a causa dell'incagliamento accidentale su una secca nella baia di Agios Georgiou Sta Gremna, sull'isola di Zante, nel Mar Ionio. Venne abbandonata ed il suo relitto è divenuto parte integrante del panorama del luogo.

## Naufragio
Si ritiene che la nave, nei suoi ultimi anni di attività, venisse perlopiù utilizzata dai contrabbandieri per i loro scopi. Il 1º ottobre 1980 la Panagiotis, salpata dalla Turchia, navigava diretta in Italia con un carico di sigarette di contrabbando, probabilmente destinate ad essere smerciate dalla criminalità organizzata mafiosa italiana.
La Marina Militare greca nutriva dei sospetti sull'equipaggio, ed ingaggiò un inseguimento alla nave contrabbandiera. L'equipaggio, intuite le intenzioni della Marina, decise di tentare di nascondere la nave nella baia a nord di Porto Vromi, sull'isola di Zante; a causa del maltempo però la Panagiotis si incagliò su di un basso fondale e venne abbandonata dall'equipaggio in fuga.

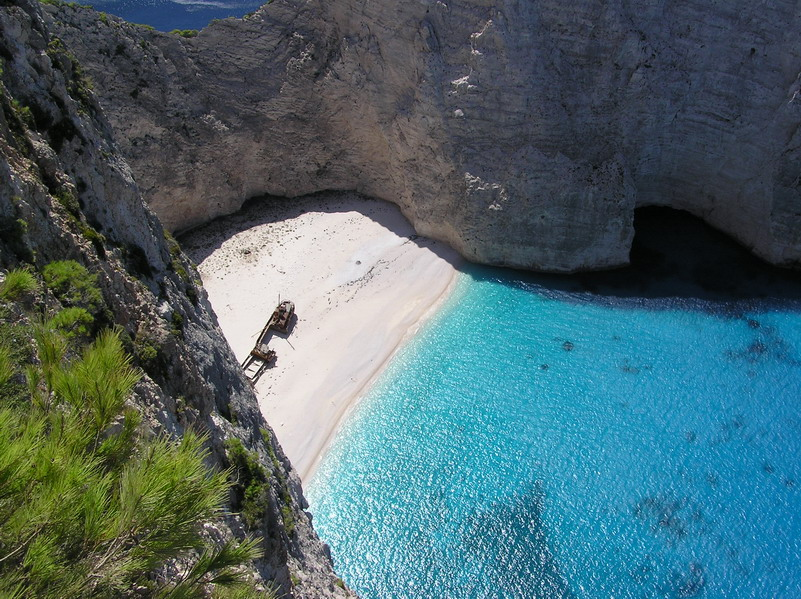
La baia di "Navagio"

Da quel momento, quella baia è conosciuta con il nome di Navagio, dal greco naufragio.
Gli abitanti dell'isola penetrarono nel relitto ed asportarono tutto il carico, consistente in sigarette e bottiglie di whisky. Per i successivi quattro anni, sull'isola vennero vendute sigarette "non ufficiali".
Taluni abitanti dell'isola sostengono che la nave sia stata fatta naufragare di proposito dall'Ente del turismo greco per creare una speciale attrazione turistica.